# 洛巴切韋 (夏斯佳區)
48°39′49″N 39°7′10″E / 48.66361°N 39.11944°E
洛巴切韋（烏克蘭語：Лобачеве）是位於烏克蘭東部的村莊，由卢汉斯克州夏斯佳區的夏斯佳市鎮負責管轄。該村始建於1700年，面積1.57平方公里，2001年人口250，人口密度每平方公里159.5人。